# Flowerdale
Flowerdale är en ort i Australien. Den ligger i kommunen Waratah/Wynyard och delstaten Tasmanien, i den sydöstra delen av landet, omkring 250 kilometer nordväst om delstatshuvudstaden Hobart. Antalet invånare är 402.
Runt Flowerdale är det ganska glesbefolkat, med 23 invånare per kvadratkilometer.. Närmaste större samhälle är Wynyard, nära Flowerdale. 
I omgivningarna runt Flowerdale växer i huvudsak städsegrön lövskog. Genomsnittlig årsnederbörd är 2 259 millimeter. Den regnigaste månaden är augusti, med i genomsnitt 312 mm nederbörd, och den torraste är januari, med 91 mm nederbörd.